# Superliga Venezolana de Voleibol 2017
La Superliga Venezolana de Voleibol 2017 fue la 6ª edición del torneo de la máxima categoría del voleibol venezolano conformado por 6 clubes deportivos. Comenzó el 22 de septiembre de 2012 y finalizó el 13 de diciembre de 2012.  Portugueseños venció en la final 3 juegos por 0 a Deportivo Anzoategui Voleibol Club y obtuvo su primer campeonato de la liga, siendo la primera vez que un equipo debutante logra el título.

## Sistema de competición
El campeón de la Superliga será el representante de Venezuela en el Campeonato Sudamericano de Voleibol.
Se disputaron un total de sesenta (50) partidos en la ronda eliminatoria y la final se jugaía a 5 partidos, en el que se coronaría el ganador de tres de los mismos  (clasificaron a esta instancia los primeros dos clasificados en la ronda regular).

## Transmisión
La transmisión de televisión estuvo a cargo del canal de televisión La Tele Tuya (TLT) por señal abierta y Directv Sports Venezuela por televisión paga o suscripción, además de una importante cobertura de televisoras locales y emisoras de radio.

## Equipos
| Equipos                              | Equipos   | Equipos        | Equipos                       | Equipos                              | Equipos   | Equipos |
| Equipo                               | Fundación | Sede           | Estado                        | Pabellón                             | Capacidad |         |
| ------------------------------------ | --------- | -------------- | ----------------------------- | ------------------------------------ | --------- | ------- |
| Bucaneros de la Guaira Voleibol Club | 2015      | Maracay        | La Guaira                     | Domo José María Vargas               | 10.000    |         |
| Deportivo Anzoategui Voleibol Club   | 2013      | Puerto La Cruz | Anzoátegui                    | Gimnasio Luis Ramos                  | 5.500     |         |
| Guerreros de Apure Voleibol Club     | 2013      | Apure          | Apure                         | Gimnasio de Biruaca                  | 2.000     |         |
| Vencedores de Cojedes Voleibol Club  | 2017      | San Carlos     | Cojedes                       | Gimnasio Cubierto José Tadeo Monagas | 3.500     |         |
| VarynáPortugueseños Voleibol Club    | 2017      | Guanare        | Bandera del estado Portuguesa | Gimnasio Lara Figueroa               | 2.500     |         |
| Vikingos de Miranda                  | 2011      | Caracas        | Miranda                       | Gimnasio José Joaquín Papá Carrillo  | 3.500     |         |

## Ronda Eliminatoria
La primera fase se jugara al estilo grand prix, con la participación de cinco conjuntos; al final de la ronda regular los mejores dos claificados jugaran la final.